# Terrorizer
Terrorizer ist eine Grindcore-Band aus Los Angeles, Kalifornien, die von Pedro „Pete“ Sandoval (Ex-Morbid Angel) begründet wurde.

## Geschichte
Die Band konstituierte sich neben Sandoval aus Mitgliedern der Grindcore-Band Nausea, nämlich Oscar Garcia an den Vocals und Alfred „Garvey“ Estrada. Terrorizer veröffentlichten 1989 auf Earache Records ihr legendäres Debütalbum World Downfall. Dieses Album gilt in Grindcore- und Death-Metal-Kreisen als Meilenstein des Genres und hatte maßgeblichen Einfluss auf spätere Bands. Mitbegründer Pete Sandoval war zusammen mit David Vincent zu diesem Zeitpunkt Mitglied der Death-Metal-Band Morbid Angel, die daraufhin ebenfalls mit dem Album Altars of Madness zu einer der einflussreichsten Bands des Death Metal avancierte.
Musikalisch charakteristisch für Terrorizer ist die eigentümliche Synthese aus Grindcore und Death-Metal-typischen Gitarrenriffs und Rhythmen. Besonders das überaus rasante Schlagzeug-Spiel von Pete Sandoval (neben dem von Mick Harris von Napalm Death) revolutionierte seit Ende der 80er Jahre die Szene für extreme Musik.
Die Texte sind durchwegs radikal-gesellschaftskritischer Natur, was einen weiteren Einfluss der Musik von Terrorizer – nämlich den linken Crustcore – unterstreicht, und thematisieren z. B. den Holocaust (Human Prey), die weltweite Bedrohung durch Kernwaffen (After World Obliteration), rücksichtslose Profitgier von Großkonzernen (Corporation Pull-in) oder auch die Verdrängung des Schicksals von Schlachtvieh aus dem Bewusstsein des Konsumenten durch die Werbung (Ripped to Shreds).
In den 90er Jahren versuchten etliche Bands, mit ähnlichen Konzepten zu reüssieren, ohne dass auch nur eine an den prominenten Kultstatus von Terrorizer hätte heranreichen können.
Die Band hat sich 2005 wiedervereinigt und veröffentlichte im Sommer 2006 das Album Darker Days Ahead. Kurz darauf, im August 2006, starb jedoch Gitarrist Jesse Pintado, der seit 1990 besonders mit der Band Napalm Death zu Bekanntheit gelangt war, an Leberversagen.
Im Jahr 2010 fand sich Terrorizer mit David Vincent am Bass erneut zusammen. 2011 unterschrieb die Band beim Label Season of Mist. Vervollständigt wurde die aktuelle Besetzung mit Sänger Anthony „Wolf“ Rezhawk und Gitarristin Katina Culture von der Punk-Band Resistant Culture, das Duo schrieb die meisten Lieder des 2012 erschienenen Albums Hordes of Zombies. Rezhawk kündigte zudem an, als Terrorizer auf Tournee gehen zu wollen.
Im Sommer 2022 wurde bekannt, dass das Projekt wegen Differenzen mit dem Management auf Eis gelegt würde. Im Januar 2023 postete Sandoval in sozialen Medien, dass es aufgrund seines Engagements bei I Am Morbid kein neues Terrorizer-Material mehr geben würde und das Projekt nun endgültig vorbei sei. Im August 2023 revidierte er diese Ankündigung im Hinblick auf Live-Aktivitäten wieder und bestätigte einen Auftritt auf dem Maranhão Open Air in São Luís, Brasilien. Seitdem tritt Terrorizer wieder live auf.

## Diskografie
- 1987: Nightmares (Demo)
- 1987: Demo
- 1989: World Downfall
- 2006: Darker Days Ahead
- 2012: Hordes of Zombies
- 2018: Caustic Attack